# Acalypha filiformis
Acalypha filiformis é uma espécie de flor do gênero Acalypha, pertencente à família Euphorbiaceae.